# Бохня (гміна)
Гміна Бохня (пол. Gmina Bochnia) — сільська гміна у південній Польщі. Належить до Бохенського повіту Малопольського воєводства.
Станом на 31 грудня 2011 у гміні проживало 18960 осіб.

## Площа
Згідно з даними за 2007 рік площа гміни становила 113.69 км², у тому числі:
- орні землі: 75.00%
- ліси: 13.00%

Таким чином, площа гміни становить 18.00% площі повіту.

## Населення
Станом на 31 грудня 2011:
| Опис     | Загалом | Загалом | Чоловіки | Чоловіки | Жінки | Жінки |
| -------- | ------- | ------- | -------- | -------- | ----- | ----- |
| одиниця  | осіб    | %       | осіб     | %        | осіб  | %     |
| все      | 18960   | 100     | 9314     | 49.12    | 9646  | 50.88 |
| міське   | 0       | 100     | 0        |          | 0     |       |
| сільське | 18960   | 100     | 9314     | 49.12    | 9646  | 50.88 |

## Населені пункти
- Бачкув
- Бессув
- Богуціце
- Бжезьніца
- Бучина
- Церекев
- Холм
- Ціковіце
- Дамениці
- Домбровіца
- Гавлув
- Герчіце
- Гожкув
- Грабіна
- Кшижановиці
- Лапчіца
- Майковиці
- Мощеніца
- Непшесня
- Нешковіце-Мале
- Нешковіце-Вєльке
- Острув-Шляхецьки
- Погвіздув
- Прошувки
- Седлець
- Сломка
- Станіславиці
- Страдомка
- Воля-Нешковська
- Затока
- Завада

## Сусідні гміни
Гміна Бохня межує з такими гмінами: Бжесько, Бохня, Ґдув, Дрвіня, Жезава, Клай, Лапанув, Новий Вісьнич.